# Johan II van Brandenburg
Johan II van Brandenburg (circa 1237 - 10 september 1281) was van 1266 tot 1281 mede-markgraaf van Brandenburg-Stendal. Hij behoorde tot de Brandenburgse linie van het huis Ascaniërs.

## Levensloop
Hij was de oudste zoon van markgraaf Johan I van Brandenburg en Sophia van Denemarken, dochter van koning Waldemar II van Denemarken. Na de dood van zijn vader in 1266 werd Johan II samen met zijn broers Koenraad I, Otto IV en Hendrik I markgraaf van Brandenburg-Stendal.
Over zijn regeerperiode is zeer weinig geweten. Het enige bekende was dat hij in 1269 het verdrag van Arnswalde ondertekende met hertog Mestwin II van Pommeren. Ook voerde hij de titel van heer van Krossen.
In 1273 ondertekende Johan II met zijn broers Otto IV en Koenraad I een gezamenlijke overeenkomst wat de verhuizing van het klooster Mariensee naar Chorin betrof.
In 1281 overleed Johan II, waarna hij begraven werd in de abdij van Chorin, de traditionele begraafplaats van de markgraven van Brandenburg-Stendal.

## Huwelijk en nakomelingen
Tussen 1258 en 1262 huwde hij met Hedwig van Werle (1243-1287), dochter van heer Nicolaas I van Werle. Ze kregen volgende kinderen:
- Koenraad II (1261-1308), markgraaf van Brandenburg-Stendal.
- Johan (1263-1292), bisschop van Havelberg.

## Voorouders
| Voorouders van Johan II van Brandenburg | Voorouders van Johan II van Brandenburg                                   | Voorouders van Johan II van Brandenburg                                   | Voorouders van Johan II van Brandenburg                                   | Voorouders van Johan II van Brandenburg                                   | Voorouders van Johan II van Brandenburg                                      | Voorouders van Johan II van Brandenburg                                      | Voorouders van Johan II van Brandenburg                                               | Voorouders van Johan II van Brandenburg                                               |
| --------------------------------------- | ------------------------------------------------------------------------- | ------------------------------------------------------------------------- | ------------------------------------------------------------------------- | ------------------------------------------------------------------------- | ---------------------------------------------------------------------------- | ---------------------------------------------------------------------------- | ------------------------------------------------------------------------------------- | ------------------------------------------------------------------------------------- |
| Overgrootouders                         | Otto I van Brandenburg (1127-1184) ∞ Adelheid (-)                         | Otto I van Brandenburg (1127-1184) ∞ Adelheid (-)                         | Koenraad II van Lausitz (1159-1210) ∞ Elisabeth van Polen (1152-1209)     | Koenraad II van Lausitz (1159-1210) ∞ Elisabeth van Polen (1152-1209)     | Waldemar I van Denemarken (1131-1182) ∞ Sophia van Minsk (1141-1198)         | Waldemar I van Denemarken (1131-1182) ∞ Sophia van Minsk (1141-1198)         | Ramon Berenguer IV van Barcelona (1113-1162) ∞ 1150 Petronella van Aragón (1135–1174) | Ramon Berenguer IV van Barcelona (1113-1162) ∞ 1150 Petronella van Aragón (1135–1174) |
| Grootouders                             | Albrecht II van Brandenburg (1175-1220) ∞ Mathilde van de Lausitz (-1255) | Albrecht II van Brandenburg (1175-1220) ∞ Mathilde van de Lausitz (-1255) | Albrecht II van Brandenburg (1175-1220) ∞ Mathilde van de Lausitz (-1255) | Albrecht II van Brandenburg (1175-1220) ∞ Mathilde van de Lausitz (-1255) | Waldemar II van Denemarken (1170-1241) ∞ Berengaria van Portugal (1198-1221) | Waldemar II van Denemarken (1170-1241) ∞ Berengaria van Portugal (1198-1221) | Waldemar II van Denemarken (1170-1241) ∞ Berengaria van Portugal (1198-1221)          | Waldemar II van Denemarken (1170-1241) ∞ Berengaria van Portugal (1198-1221)          |
| Ouders                                  | Johan I van Brandenburg (1213-1266) ∞ Sophia van Denemarken(1217-1247)    | Johan I van Brandenburg (1213-1266) ∞ Sophia van Denemarken(1217-1247)    | Johan I van Brandenburg (1213-1266) ∞ Sophia van Denemarken(1217-1247)    | Johan I van Brandenburg (1213-1266) ∞ Sophia van Denemarken(1217-1247)    | Johan I van Brandenburg (1213-1266) ∞ Sophia van Denemarken(1217-1247)       | Johan I van Brandenburg (1213-1266) ∞ Sophia van Denemarken(1217-1247)       | Johan I van Brandenburg (1213-1266) ∞ Sophia van Denemarken(1217-1247)                | Johan I van Brandenburg (1213-1266) ∞ Sophia van Denemarken(1217-1247)                |
| Johan II van Brandenburg (1237-1281)    |                                                                           |                                                                           |                                                                           |                                                                           |                                                                              |                                                                              |                                                                                       |                                                                                       |